# 우리가 결혼할 수 있을까
《우리가 결혼할 수 있을까》는 2012년 10월 29일부터 2013년 1월 1일까지 JTBC에서 방영된 월화 드라마이다.

## 줄거리
결혼을 앞둔 한 커플을 주인공 삼아 우리 시대 결혼 풍속도와 사랑의 속살을 보여주는 이야기다.

## 등장 인물

### 주요 인물
- 성준 : 하정훈(28세) 역 - 장난감회사 직원 / 일본판 성우는 호시 소이치로
- 정소민 : 정혜윤(28세) 역 - 교사 / 일본판 성우는 미즈키 나나
- 김상민 : 남도현(43세) 역 - 성형외과 의사, 혜진의 남편 / 일본판 성우는 후루야 토오루
- 정애연 : 정혜진(30세) 역 - 혜윤의 언니
- 이미숙 : 이들자(57세) 역 - 혜윤과 혜진의 어머니
- 선우은숙 : 김은경(55세) 역 - 정훈의 어머니
- 강석우 : 하동건(61세) 역 - 정훈의 아버지, 소아과 개원의
- 김영광 : 공기중(32세) 역 - 정훈의 사촌형, 이태리안 레스토랑 사장
- 한그루 : 민이동비(28세) 역 - 혜윤의 친구, 웨딩잡지 기자
- 김진수 : 장민호(49세) 역 - 건물 임대업
- 최화정 : 이들래(52세) 역 - 혜윤과 혜진의 이모

### 주변 인물
- 이재원 : 전상진(32세) 역 - 혜윤의 옛 남자친구, 변호사
- 진예솔 : 한채영(25세) 역 - 피아노 전공
- 최지헌 : 이유리(23세) 역 - 레이싱 모델
- 황재원 : 남태원(7세) 역 - 혜진과 도현의 아들

### 그 외 인물
- 한인수 : 기중 부 역
- 김지숙 : 기중 모 역
- 이재민 : 십대1 역
- 이상훈
- 신재이
- 권민중 : 영민 역
- 안상우 : 영민의 남자친구 역
- 서지연 : 성형외과 김실장 역
- 홍희원 : 현기조 역
- 허태희 : 황재훈 역
- 정다혜 : 한나 역
- 하지영 : 미스 조 역
- 정지순 : 박광국 역
- 최문경
- 이재용 : 동비의 아버지 역
- 이승철
- 김선혁
- 김선영
- 구혜령
- 김권
- 김진근 : 호텔직원 역
- 원근희
- 조재룡
- 윤서현
- 채동현
- 양은용
- 이석구
- 유옥주
- 강철성

## 시청률
| 2012년 | 2012년    | 2012년         |
| 회차   | 방송일    | AGB닐슨 시청률 |
| ------ | --------- | -------------- |
| 제1회  | 10월 29일 | 0.688%         |
| 제2회  | 10월 30일 | 0.813%         |
| 제3회  | 11월 5일  | 0.964%         |
| 제4회  | 11월 6일  | 1.380%         |
| 제5회  | 11월 12일 | 0.909%         |
| 제6회  | 11월 13일 | 1.388%         |
| 제7회  | 11월 19일 | 1.220%         |
| 제8회  | 11월 20일 | 1.338%         |
| 제9회  | 11월 26일 | 1.294%         |
| 제10회 | 11월 27일 | 1.394%         |
| 제11회 | 12월 3일  | 1.302%         |
| 제12회 | 12월 4일  | 1.490%         |
| 제13회 | 12월 10일 | 1.607%         |
| 제14회 | 12월 11일 | 1.450%         |
| 제15회 | 12월 17일 | 1.538%         |
| 제16회 | 12월 18일 | 1.775%         |
| 제17회 | 12월 24일 | 1.421%         |
| 제18회 | 12월 25일 | 2.580%         |
| 제19회 | 12월 31일 | 1.396%         |
| 2013년 |           |                |
| 제20회 | 1월 1일   | 2.566%         |

## 사운드 트랙

### Part.1
| #  | 제목                   | 작사   | 작곡   | 재생 시간 |
| -- | ---------------------- | ------ | ------ | --------- |
| 1. | 〈Speed Up〉 (W & JAS) | JASMIN | JASMIN | 3:20      |

## 방송
- 미국: Pasiones TV
- 일본: 도쿄 방송 홀딩스
- 중화민국: GTV
- 칠레: 비아엑스
- 태국: PPTV